# Bimalkah
Bimalkah (tiếng Ả Rập: بملكة, cũng đánh vần là Bmalkyeh) là một ngôi làng và vùng ngoại ô ở phía tây bắc Syria, một phần hành chính của Tỉnh Tartus, nằm cách Tartus 10 km về phía đông bắc. Các địa phương lân cận bao gồm Dweir al-Shaykh Saad về phía tây, al-Shaykh Saad và al-Khreibat về phía tây nam, Tayshur về phía đông nam, al-Baqaa và Hamin về phía đông, Khawabi và Khirbet al-Faras về hướng đông bắc, Awaru và al-Sawda ở phía bắc và Husayn al-Baher ở phía tây bắc.
Theo Cục Thống kê Trung ương Syria, Bimalkah có dân số 817 người trong cuộc điều tra dân số năm 2004. Cư dân của ngôi làng chủ yếu là Kitô hữu của Giáo hội Chính thống Hy Lạp hoặc các thành viên của cộng đồng Alawite. Nhiều gia đình Hồi giáo Sunni giàu có của Tartus cũng xây dựng biệt thự của họ ở Bimalkah. Cùng nhau, Bimalkah, al-Khreibat và Dweir Taha (một phần của đô thị al-Sawda) tạo nên vùng ngoại ô Kitô giáo của Tartus.
Trong thời đại Ottoman và Pháp, các cư dân Kitô giáo Bimalkah và al-Khraibet là một trong số ít nông dân của vùng ven biển thực sự sở hữu vườn cây ô liu của họ không giống như hầu hết các cộng đồng nông dân khác có đất đai thuộc sở hữu của các chủ nhà từ các thành phố ven biển lớn.